# 바다뱀 (뱀)
바다뱀(학명: Pelamis platura 펠라미스 플라투라[*])은 코브라과 바다뱀아과 바다뱀속(Pelamis 펠라미스[*])의 유일종이다. 전 세계의 열대성 바닷물에서 발견된다.

## 분류
1766년,Linnaeus(린네)는 노란 배를 가진 바다뱀에 대해서 첫번째 설명을 출판 했고 이 뱀을 Anguis platura 라고 이름을 지었다.그 뒤로 1803년 François Marie Daudin는 Pelamis platuros라는 새로운 속을 만들어 이 종에 포함시켰습니다.1842년, Gray는 자신이 새로운 종이라고 생각했던 것을 묘사했고 그것을 펠라미스 소르나타라고 불렀다.

## 형태학
바다뱀의 색깔은 다양하지만 노란배 바다뱀의 색깔은 거의 명확하게구분이 되는데 그 이유는 명확하게 두가지색깔로 나뉘기때문이다.보통은 위쪽은 검은색,아래쪽은 노란색 또는 갈색을 띈다.등과 배의 색깔은 매우 명확하게 구별이된다. 수컷의 총길이는 720mm(28인치)이며, 암컷은 최대 880mm(35인치)이다. 암컷의 꼬리 길이는 최대90mm(3.5인치)이며 수컷의 꼬리길이는 80mm(3.1인치)이다.

## 번식
노란배 바다뱀은 난태생으로 번식을한다.

## 진화
바다뱀은 약 100만 년 전 호주의 앞쪽 독니를 가진 독사 과에서 갈라진 단계통군이다.

## 묘사
노란배 바다뱀은 이름에서도 알 수 있듯이 노란배와 갈색 등을 가진 2가지 색깔의 무늬를 가지고 있어서다른 바다뱀들과 쉽게 구분을 할수있습니다. 또한 다른 바다뱀들의 종들처럼 노란배 바다뱀은 바다에서 일생을 살 수 있도록 적응되어있다.또한 수중 생활에 대한 적응으로는 축소된 복부 비늘 크기,측면으로 압축된 몸체와 수영을 잘하기 위한 꼬리,그리고 해수를 차단하기 위한 밸브형 콧구멍과 구개수막,마지막으로 잠수 시간을 길게 하기 위해서 피부 기체 교환을 할 수 있습니다.이 종은 물 밑에서 잠수하고 수영 하고 있는 동안 피부를 통해 산소를 필요 해하는 양의 33%까지 흡수 할 수 있다. 바다뱀은 또한 아래턱에 특별한 소금샘을 가지고 있는데 이 소금샘은 과거에는 바닷물에서 소금을 걸러낸다고 생각을했었지만 바다뱀은 민물만 마시기 때문에 이러한 목적으로 사용되지 않는다고 밝혀졌다.

## 분포 및 서식지
노란배 바다뱀은 세계에서 가장 널리 분포하는 뱀 중 하나입니다.
노란배 바다뱀들은 코스타리카,북부 페루, 인도-태평양 전역 뿐만 아니라 남부 캘리포니아에도 서식한다. 그리고 노란배 바다뱀은 유일하게 하와이 제도에 도착한 바다뱀이다.

## 행동
과거의 생각과는 달리 바다뱀은 살아남기 위해서 민물을 필요로 한다는걸 알게되었다.또한 노란배 바다뱀은 바닷물 표면에 생기는 침전물을 마신다.

## 독
노란배 바다뱀의 독은 다른 바다뱀처럼 매우 강력하다.
노란배 바다뱀의 독에는 두가지의 다른종류의 아이소톡신과 여러가지 다수의 신경독이 포함되어있다.
하지만 독니가 짧아서 잠수복을 뚫지는 못한다.또한 노란배 바다뱀은 고기에도 독이 있어서 식용으로 사용될수 없는 종이다.

## 천적
바다뱀은 독을 가져 최상위 포식자일거 같지만 생각보다 바다뱀을 잡아먹는 생물이 많다.
유명한 포식자들은 뱀상어와 맹금류가 있다.
맹금류는 바다뱀이 수면으로 나왔을때 낚아채서 잡아먹고 뱀상어는 물속에서 잡아먹는다.

## 먹이
노란배 바다뱀은 주로 물고기,게,오징어,물고기알등을 먹는다고 알려져있다.

## 공격성
일반적으로 독을 가진 뱀이라하면 공격성이 강하다 생각하지만 바다뱀은 공격성이 낮습니다.바다뱀은 공격하기 위해서 독을 쓰는것이 아니라 자신을 방어하기 위해서 독을 사용하거나 먹이를 잡았을때 움직이지 못하게 사용하는것 이외에는 보통 공격성이 낮습니다.